# Eugène Schaeffer
Eugène Schaeffer, né le 1er août 1926 à Strasbourg (Bas-Rhin) et mort le 6 septembre 1998 à Paris,, est un juriste et universitaire français spécialisé dans le droit privé. Il a été le premier président de l'université Paris-Nanterre.

## Biographie
Eugène Schaeffer effectue des études de droit, mais ne se tourne pas immédiatement vers la recherche universitaire. Il est d'abord chef du service de droit privé et international à la Mission juridique auprès du Haut-Commissariat en Sarre entre 1949 et 1951, puis expert pour la négociation de conventions franco-sarroises entre 1951 et 1953. Parallèlement, il obtient un doctorat en droit en 1951.
De 1951 à 1955, il est chargé de cours à l'université de Caen. Il est ensuite jusqu'en 1957 assistant à la faculté de droit de Paris. Il est reçu à l'agrégation de droit privé en 1957. En 1961, il enseigne un an à la faculté de droit de Dakar, puis revient jusqu'en 1965 à Caen. De 1965 à 1969, il est professeur au Collège juridique de Rouen.
En novembre 1969, il intègre l'université Paris-X comme professeur. Il y reste jusqu'en décembre 1976. En juin 1970, il est élu président de l'assemblée constitutive, et reste à la tête de l'université jusqu'en février 1971, et doit affronter des mouvements de contestations des étudiants, dans la lignée des mouvements étudiants de mai 68 à Nanterre. Il quitte son poste un an après avoir été élu, au profit de René Rémond, qui y restera cinq ans.
Il devient professeur à l'université Paris-V en 1976. Il y est  directeur de l'Institut des sciences juridiques du développement. Ses recherches portent principalement sur le droit à l'étranger et notamment africain.
Habilité à diriger des recherches, il dirige une dizaine de thèses à partir de 1987.
En 1992, il est nommé vice-président de l'Institut international de droit d'expression et d'inspiration françaises (d).